# Rieps
Rieps település Németországban, Mecklenburg-Elő-Pomeránia tartományban. Lakosainak száma 370 fő (2023. december 31.).

## Népesség
A település népességének változása:
| Lakosok száma | 347  | 348  | 357  | 367  | 370  |
|               | 2017 | 2019 | 2021 | 2022 | 2023 |